# Portsea (wyspa)
Portsea (ang. Portsea Island) – wyspa u południowego wybrzeża Anglii, w hrabstwie Hampshire, w granicach administracyjnych miasta Portsmouth.
Wyspa ma powierzchnię 24,54 km² i jest niemal całkowicie zabudowana. Znajduje się na niej większa część miasta Portsmouth, w tym jego historyczne centrum i port. Od stałego lądu wyspę oddziela wąska cieśnina Ports Creek. Na południe od wyspy znajduje się cieśnina Solent, a dalej kanał La Manche, na zachód – zatoka Portsmouth Harbour, a na wschód – zatoka Langstone Harbour.
Wyspa ma stałe połączenie drogowe (m.in. autostrada M275) i kolejowe ze stałym lądem, a także połączenia promowe z miastem Gosport na zachodzie, wyspą Hayling na wschodzie oraz, poprzez Solent, z wyspą Wight.